# Altispinax dunkeri
Altispinax dunkeri és una espècie de dinosaure espinosàurid que va viure al Cretaci inferior en el que avui en dia és Europa.
Aquest animal es coneix només a partir de fòssils de dents. Altres espècies descrites d'Altispinax han sigut emplaçades a altres gèneres, incloent a Baryonyx. Unes vèrtebres inicialment associades amb les dents ara s'atribueixen al carnosaure Becklespinax. És per tot això que Altispinax actualment es considera nomen dubium.